# Episodi di Glitch (seconda stagione)
La seconda stagione della serie televisiva Glitch, composta da 6 episodi, è stata trasmessa sul canale australiano ABC1 dal 14 settembre al 19 ottobre 2017.
In Italia, la stagione è stata interamente pubblicata il 28 novembre 2017 sul servizio on demand Netflix.
| nº | Titolo originale    | Titolo italiano         | Prima TV Australia | Pubblicazione Italia |
| -- | ------------------- | ----------------------- | ------------------ | -------------------- |
| 1  | Two Truths          | L'uccello raro          | 14 settembre 2017  | 28 novembre 2017     |
| 2  | Ashes to Ashes      | Due verità              | 21 settembre 2017  | 28 novembre 2017     |
| 3  | All Too Human       | Troppo umano            | 28 settembre 2017  | 28 novembre 2017     |
| 4  | A Duty of Care      | Obbligo genitoriale     | 5 ottobre 2017     | 28 novembre 2017     |
| 5  | The Walking Wounded | Sopravvissuti devastati | 12 ottobre 2017    | 28 novembre 2017     |
| 6  | The Letter          | La lettera              | 19 ottobre 2017    | 28 novembre 2017     |